# Raj (Höhle)
Die Höhle Raj (deutsch: Paradies) ist eine Schau- und Tropfsteinhöhle im Massiv des Heiligkreuzgebirges in der Nähe von Kielce in Polen.
Die Höhle liegt bei Chęciny, ist ca. 240 Meter lang und hat drei Öffnungen auf einer Höhe von 250 m n.p.m. bis 259 m n.p.m. Der Name lässt sich als Paradies übersetzen und spielt auf die zahlreichen Karstformationen an.